# NGC 6844
NGC 6844 est une galaxie spirale située dans la constellation du Paon. Sa vitesse par rapport au fond diffus cosmologique est de 2 969 ± 7 km/s, ce qui correspond à une distance de Hubble de 43,8 ± 3,1 Mpc (∼143 millions d'al). NGC 6844 a été découverte par l'astronome britannique John Herschel en 1835.
La classe de luminosité de NGC 6844 est II et elle présente une large raie HI.
On ne s'entend pas sur la classification de cette galaxie. Les bases de données NASA/IPAC et HyperLeda la classent respectivement comme une spirale intermédiaire et comme une spirale barrée, alors que Wolfgang Steinicke et le professeur Seligman la classent comme une spirale ordinaire. La piètre qualité de l'image obtenue du relevé astronomique Digitized Sky Survey ne permet pas de choisir entre ces trois options.